# He Has Left Us Alone but Shafts of Light Sometimes Grace the Corner of Our Rooms...
He Has Left Us Alone but Shafts of Light Sometimes Grace the Corner of Our Rooms... (traducido literalmente como "nos ha dejado solos pero rayos de luz a veces adornan los rincones de nuestra habitación") es el álbum debut de la banda canadiense de post-rock A Silver Mt. Zion. Fue grabado durante 1999 en Hotel2Tango y lanzado por Constellation Records en marzo de 2000.
El álbum nació a partir de un deseo de Efrim Menuck de grabar algo para su perra Wanda, que murió de cáncer mientras Godspeed You! Black Emperor estaba de gira. Menuck describió la grabación del disco como una "experiencia judaica", debido a su inmersión en una pequeña y amigable comunidad judía en Montreal. En efecto, Menuck también afirmó que, como resultado de haber convivido en esa comunidad, el título del álbum y sus canciones tienen reminiscencias judías, aunque la banda trató de no hacer esto muy evidente.
Inicialmente, el álbum se iba a llamar He Has Left Us Alone, pero se decidió que este nombre era demasiado débil, y no confería el ambiente apropiado. Menuck confesó que para aquel entonces estaba confundido con la idea de que los nombres de las canciones y los álbumes podían ser cortos y con pocas palabras y dejar su concepto perfectamente claro. Hoy en día Menuck considera que las cosas de esa naturaleza deben ser descriptas con muchas palabras, dando de esta manera más sensibilidad y un "marco" al trabajo.

## Lista de canciones

### Edición envinilo
1. «Lonely as the Sound of Lying on the Ground of an Airplane Going Down» – 23:16
2. «The World Is SickSICK; (So Kiss Me Quick)!» – 23:52

### Edición enCD
1. «Broken Chords Can Sing a Little» – 8:40
2. «Sit In the Middle of Three Galloping Dogs» – 5:08
3. «Stumble Then Rise on Some Awkward Morning» – 6:05
4. «Movie (Never Made)» – 3:23
5. «13 Angels Standing Guard 'round the Side of Your Bed» – 7:22
6. «Long March Rocket or Doomed Airliner» – 0:05
7. «Blown-out Joy from Heaven's Mercied Hole» – 9:47
8. «For Wanda» – 6:38

## Intérpretes

### A Silver Mt. Zion
- Efrim Menuck – piano, guitarra eléctrica, órgano, voces.
- Thierry Amar – contrabajo, bajo.
- Sophie Trudeau – violín, voces.

### Otros músicos
- Aidan Girt – percusión (en "Sit In the Middle of Three Galloping Dogs"), y cintas (en "For Wanda")
- Sam Shalabi – guitarra eléctrica (en "Blown-out Joy from Heaven's Mercied Hole")
- Gordon Krieger – clarinete (en "Blown-out Joy from Heaven's Mercied Hole")

### Técnicos
- Efrim Menuck – productor.
- Thierry Amar – productor.